# Grzegorz Guzik
Grzegorz Guzik, né le 20 août 1991 à Sucha Beskidzka, est un biathlète polonais.

## Carrière
Il est membre du club BLKS Zywiec.
Sa première expérience internationale majeure a lieu aux Championnats du monde 2013.
Aux Championnats d'Europe 2017, il remporte sa première médaille internationale avec le bronze obtenu au relais simple mixte avec sa femme Krystyna Guzik devant les supporters polonais à Duszniki-Zdrój. Il venait de marquer ses premiers points en Coupe du monde, avec une 26e place au sprint d'Oberhof.
Il compte deux sélections aux Jeux olympiques en 2014 et 2018, où son meilleur résultat est 33e de l'individuel.
En 2019, il améliore son meilleur résultat dans l'élite avec une 24e place à l'individuel court à Canmore.
Un an plus tard, il égale cette marque aux Championnats du monde à Anterselva sur l'épreuve du sprint. 
En août 2023, il annonce arrêter sa carrière.

## Vie privée
En juin 2014, il se marie avec la biathlète Krystyna Pałka.

## Palmarès

### Jeux olympiques
| Épreuve / Édition                | Individuel | Sprint | Poursuite | Départ en masse | Relais | Relais mixte |
| Jeux olympiques 2014 Sotchi      | 85e        | 84e    | -         | -               | -      | -            |
| Jeux olympiques 2018 Pyeongchang | 33e        | 59e    | 56e       | -               | -      | 16e          |

Légende :
- - : Non disputée par Guzik

### Championnats du monde
| Épreuve / Édition                | Individuel | Sprint | Poursuite | Départ en masse | Relais   | Relais |
| Épreuve / Édition                | Individuel | Sprint | Poursuite | Départ en masse | masculin | mixte  |
| -------------------------------- | ---------- | ------ | --------- | --------------- | -------- | ------ |
| Mondiaux 2013 Nové Město         | 113e       | —      | —         | —               | —        | —      |
| Mondiaux 2015 Kontiolahti        | 77e        | 89e    | —         | —               | 20e      | —      |
| Mondiaux 2016 Holmenkollen       | 80e        | 78e    | —         | —               | 21e      | 20e    |
| Mondiaux 2017 Hochfilzen         | 90e        | 53e    | 57e       | —               | 24e      | —      |
| Mondiaux 2019 Östersund          | 70e        | 57e    | 50e       | —               | 16e      | 9e     |
| Mondiaux 2020 Antholz-Anterselva | 41e        | 24e    | 33e       | —               | 16e      | 17e    |
| Mondiaux 2021 Pokljuka           | 72e        | 65e    | —         | —               | 25e      | 24e    |

Légende :
- : première place, médaille d'or
- : deuxième place, médaille d'argent
- : troisième place, médaille de bronze
- : pas d'épreuve
- - : Non disputée par Guzik
- DNS : non partant
- DSQ : disqualifié

### Coupe du monde
- Meilleur classement général : 69e en 2019.
- Meilleur résultat individuel : 24e.

#### Classements en Coupe du monde
| Année     | Classement général final | Sprint | Poursuite | Individuel | Mass start |
| 2016-2017 | 82e                      | 70e    | -         | -          | -          |
| 2017-2018 | 76e                      | 74e    | 66e       | -          | -          |
| 2018-2019 | 69e                      | 72e    | -         | 54e        | -          |
| 2019-2020 | 72e                      | 65e    | 63e       | -          | -          |

### Championnats d'Europe
- Médaille de bronze en relais simple mixte en 2017.

### Championnats du monde de biathlon d'été
- Médaillé de bronze du relais mixte en 2016 et 2018.